# Halálozások 1944-ben
Ez a szócikk az 1944-es évben elhunyt nevezetes személyeket sorolja fel.

## December
| Dátum        | Név                       | Foglalkozás / tisztség                                                                     | Kor | Forrás |
| ------------ | ------------------------- | ------------------------------------------------------------------------------------------ | --- | ------ |
| december 29. | Steinmetz Miklós          | a szovjet hadsereg századosa, hadikövet                                                    | 031 |        |
| december 29. | Julie Wolfthorn           | német festő                                                                                | 080 |        |
| december 27. | Salkaházi Sára            | a Szociális Testvérek Társasága apácanővére, zsidómentő a nyilas rémuralom idején, vértanú | 045 |        |
| december 26. | Alexandre Villaplane      | francia labdarúgóközéppályás                                                               | 039 |        |
| december 25. | Stollár Béla              | újságíró, antifasiszta ellenálló                                                           | 027 |        |
| december 24. | Bajcsy-Zsilinszky Endre   | nemzeti radikális politikus, újságíró, ellenálló                                           | 058 |        |
| december 23. | Tamássi György            | költő, író, szociológus                                                                    | 034 |        |
| december 19. | II. Abbász                | egyiptomi alkirály                                                                         | 070 |        |
| december 19. | Julio Peris Brell         | spanyol festő                                                                              | 078 |        |
| december 19. | Víg Miklós                | kabaré-és jazz-énekes, színész, komikus, színházi titkár                                   | 046 |        |
| december 18. | M. H. J. Schoenmaekers    | holland matematikus, filozófus, teológus                                                   | 069 |        |
| december 17. | Tutsek Anna               | író                                                                                        | 079 |        |
| december 16. | Antonio Irineo Villarreal | mexikói tanár, politikus, katona, újságíró                                                 | 065 |        |
| december 15. | Glenn Miller              | amerikai dzsesszzenész, zeneszerző, zenekarvezető                                          | 040 |        |
| december 13. | Vaszilij Kandinszkij      | orosz absztrakt festő, író                                                                 | 077 |        |
| december 13. | Lupe Vélez                | mexikói-amerikai színésznő, táncosnő                                                       | 036 |        |
| december 10. | Paul Otlet                | belga író, vállalkozó, ügyvéd, békeaktivista                                               | 076 |        |
| december 10. | Wirth Károly              | nyilaskeresztes politikus, országgyűlési képviselő                                         | 035 |        |
| december 8.  | Tartsay Vilmos            | vezérkari százados, részt vett a magyar ellenállási mozgalomban                            | 043 |        |
| december 5.  | Sattler János             | jogász, Mosonmagyaróvár polgármestere                                                      | 050 |        |
| december 2.  | Josef Lhévinne            | orosz-amerikai zongoraművész                                                               | 069 |        |

## November
| Dátum        | Név                                  | Foglalkozás / tisztség                                                                         | Kor | Forrás |
| ------------ | ------------------------------------ | ---------------------------------------------------------------------------------------------- | --- | ------ |
| november 30. | Eoin O'Duffy                         | ír politikus, rendőrbiztos, később fasiszta vezető                                             | 054 |        |
| november 30. | Szomory Dezső                        | író, drámaíró                                                                                  | 075 |        |
| november 29. | Wilhelm Leuschner                    | német szociáldemokrata politikus, szakszervezeti vezető, a Hitler elleni merénylet résztvevője | 054 |        |
| november 28. | Otto Smik                            | szlovák vadászpilóta a brit légierő szolgálatában a második világháború idején                 | 022 |        |
| november 27. | Leonyid Mandelstam                   | szovjet-orosz fizikus                                                                          | 065 |        |
| november 23. | Sághy Mihály                         | tanár                                                                                          | 074 |        |
| november 22. | Széchényi Pál                        | földbirtokos, politikus, katona, ellenálló                                                     | 026 |        |
| november 18. | Maurice Paléologue                   | francia történész, esszéíró, diplomata                                                         | 085 |        |
| november 17. | Ellison D. Smith                     | amerikai szenátor (Dél-Karolina),                                                              | 080 |        |
| november 16. | Charles Marion                       | olimpiai bajnok (1932) francia lovas                                                           | 057 |        |
| november 10. | Friedrich Werner von der Schulenburg | német diplomata, a Hitler elleni merénylet résztvevője                                         | 068 |        |
| november 10. | Vang Csing-vej                       | kínai politikus                                                                                | 061 |        |
| november 10. | Juozas Zikaras                       | litván szobrász, formatervező                                                                  | 062 |        |
| november 9.  | Radnóti Miklós                       | költő                                                                                          | 035 |        |
| november 8.  | André Abegglen                       | válogatott svájci labdarúgó, edző                                                              | 035 |        |
| november 7.  | Ozaki Hocumi                         | japán kommunista újságíró, hírszerző, Richard Sorge munkatársa                                 | 043 |        |
| november 7.  | Richard Sorge                        | német-azeri újságíró, kommunista hírszerző                                                     | 049 |        |
| november 7.  | Szenes Hanna                         | magyar költő, zsidó származású brit ejtőernyős, izraeli nemzeti hős                            | 023 |        |
| november 4.  | Kabos Endre                          | háromszoros olimpiai bajnok (1932, 1936) vívó                                                  | 037 |        |
| november 2.  | Thomas Midgley                       | amerikai kémikus                                                                               | 055 |        |
| november 2.  | Turcsányi Elek                       | költő, író                                                                                     | 055 |        |
| november 2.  | Zsák Károly                          | labdarúgó                                                                                      | 049 |        |

## Október
| Dátum       | Név                  | Foglalkozás / tisztség                                                                               | Kor | Forrás                                                          |
| ----------- | -------------------- | --- | --- | --------------------------------------------------------------- |
| október 31. | Henrietta Crosman    | amerikai színésznő                                                                                   | 083 |                                                                 |
| október 30. | Paul Ladmirault      | breton-francia zeneszerző                                                                            | 066 |                                                                 |
| október 27. | Tekla Trapszo        | lengyel színésznő                                                                                    | 074 |                                                                 |
| október 26. | William Temple       | canterburyi érsek                                                                                    | 063 |                                                                 |
| október 24. | Werner Seelenbinder  | német birkózó, olimpikon                                                                             | 040 |                                                                 |
| október 22. | Richard Bennett      | amerikai színész                                                                                     | 074 |                                                                 |
| október 22. | Simon Mária Etelka   | iskolanővér, vértanú                                                                                 | 046 |                                                                 |
| október 21. | Lionel Pape          | brit-amerikai színész                                                                                | 067 |                                                                 |
| október 21. | Julius Schäffer      | német mikológus                                                                                      | 062 |                                                                 |
| október 20. | Trózner Lajos        | erdélyi magyar népköltészet-kutató, irodalomtörténész                                                | 077 |                                                                 |
| október 19. | Leopoldo Metlicovitz | olasz festő, illusztrátor, plakáttervező                                                             | 076 | Archiválva 2013. szeptember 26-i dátummal a Wayback Machine-ben |
| október 18. | Hans Krása           | cseh zeneszerző                                                                                      | 044 |                                                                 |
| október 18. | Viktor Ullmann       | osztrák zeneszerző, karmester, zongoraművész                                                         | 046 | Archiválva 2023. január 2-i dátummal a Wayback Machine-ben      |
| október 17. | Pavel Haas           | cseh zeneszerző                                                                                      | 045 |                                                                 |
| október 15. | Eliseu Visconti      | olasz származású brazil festő, szobrász                                                              | 078 |                                                                 |
| október 14. | Erwin Rommel         | német katonatiszt, gyalogsági tábornok, a „Sivatagi róka”                                            | 052 |                                                                 |
| október 12. | Ramón S. Castillo    | argentin politikus, köztársasági elnök (1942–1943)                                                   | 070 |                                                                 |
| október 11. | Rolf Witting         | finn oceanográfus és politikus, miniszter                                                            | 065 |                                                                 |
| október 8.  | Gerde Oszkár         | kétszeres olimpiai bajnok kardvívó, nemzetközi versenybíró, ügyvéd                                   | 061 |                                                                 |
| október 8.  | Wendell Willkie      | amerikai jogász, vállalatvezető, politikus, a republikánus párt elnökjelöltje az 1940-es választáson | 052 |                                                                 |
| október 7.  | Vytautas Mačernis    | litván költő, író                                                                                    | 023 |                                                                 |
| október 7.  | Torleif Torkildsen   | olimpiai bronzérmes (1912) norvég tornász                                                            | 052 |                                                                 |
| október 6.  | Ilse Weber           | cseh zeneszerző, író                                                                                 | 041 |                                                                 |
| október 2.  | Tolnai Simon         | nyomda- és lapvállalat-tulajdonos, könyvkiadó                                                        | 077 |                                                                 |

## Szeptember
| Dátum          | Név                                      | Foglalkozás / tisztség                                                                      | Kor | Forrás                                                        |
| -------------- | ---------------------------------------- | ------------------------------------------------------------------------------------------- | --- | ------------------------------------------------------------- |
| szeptember 30. | Szász Béla                               | erdélyi magyar református lelkész, vallástanár, egyházi író                                 | 071 |                                                               |
| szeptember 27. | Aimee Semple McPherson                   | kanadai-amerikai pünkösdista vezető és média-személyiség                                    | 053 |                                                               |
| szeptember 24. | Hugo Thimig                              | német színész, színházrendező                                                               | 090 |                                                               |
| szeptember 23. | Matylda Pálfyová                         | világbajnok és olimpiai ezüstérmes (1936) csehszlovák-szlovák tornász                       | 032 |                                                               |
| szeptember 20. | Alois von Schönburg-Hartenstein          | osztrák katonatiszt az első világháborúban                                                  | 085 |                                                               |
| szeptember 18. | Karl Sudrich                             | világbajnoki ezüstérmes osztrák vívó                                                        | 048 |                                                               |
| szeptember 14. | Edward Potts                             | olimpiai bronzérmes (1912) brit tornász                                                     | 063 |                                                               |
| szeptember 14. | Üxküll-Gyllenband Miklós                 | magyar–német származású üzletember, katonatiszt, a Hitler elleni merénylet egyik szervezője | 067 |                                                               |
| szeptember 14. | Alberto Warnken                          | chilei nemzetközi labdarúgó-játékvezető                                                     | 055 |                                                               |
| szeptember 8.  | Ulrich Wilhelm Schwerin von Schwanenfeld | német földbirtokos, katonatiszt, a Hitler elleni összeesküvés résztvevője                   | 041 |                                                               |
| szeptember 8.  | Josef Wirmer                             | német jogász, a Hitler elleni összeesküvés résztvevője                                      | 043 |                                                               |
| szeptember 7.  | Szőnyi Márton                            | repülőzászlós, partizán                                                                     | 025 | Archiválva 2015. december 27-i dátummal a Wayback Machine-ben |
| szeptember 5.  | Ernst Reckeweg                           | olimpiai bajnok (1904) amerikai tornász                                                     | 071 |                                                               |
| szeptember 4.  | Erich Fellgiebel                         | német katonatiszt, tábornok, a Hitler elleni összeesküvés résztvevője                       | 057 |                                                               |
| szeptember 2.  | Manfred von Killinger                    | német tengerésztiszt, politikus, Szászország miniszterelnöke (1933–1935), diplomata         | 058 | [ 2 ]                                                         |
| szeptember 2.  | Constant Van Langhendonck                | olimpiai bajnok (1900) belga lovas                                                          | 074 |                                                               |
| szeptember 2.  | Arthur Smith Woodward                    | angol őslénykutató                                                                          | 080 |                                                               |

## Augusztus
| Dátum         | Név                               | Foglalkozás / tisztség                                                           | Kor | Forrás                                                        |
| ------------- | --------------------------------- | -------------------------------------------------------------------------------- | --- | ------------------------------------------------------------- |
| augusztus 30. | Karl Ernst Rahtgens               | német katonatiszt, a Hitler elleni összeesküvés résztvevője                      | 036 |                                                               |
| augusztus 30. | Carl-Heinrich von Stülpnagel      | német katona, a Hitler elleni összeesküvés résztvevője                           | 058 |                                                               |
| augusztus 24. | Johan Stumpf                      | olimpiai bajnok (1906) norvég tornász                                            | 064 |                                                               |
| augusztus 23. | II. Abdul-Medzsid                 | az utolsó oszmán kalifa                                                          | 076 |                                                               |
| augusztus 23. | Henryk Sławik                     | lengyel újságíró és politikus, emigráns diplomata, embermentő                    | 050 |                                                               |
| augusztus 23. | Hans Tatzer                       | világbajnoki bronzérmes (1931) osztrák jégkorongozó, második világháborús katona | 039 |                                                               |
| augusztus 19. | Henry Wood                        | angol karmester, orgonista                                                       | 075 |                                                               |
| augusztus 18. | Ernst Thälmann                    | német kommunista politikus, a KPD főtitkára                                      | 058 |                                                               |
| augusztus 17. | Paul Wormser                      | olimpiai (1936) bronzérmes francia párbajtőrvívó                                 | 039 |                                                               |
| augusztus 15. | Wolf-Heinrich von Helldorff       | német rendőrtiszt, politikus, korábbi SA Obergruppenführer                       | 047 |                                                               |
| augusztus 15. | Ștefania Mărăcineanu              | román fizikus, kémikus                                                           | 062 |                                                               |
| augusztus 12. | Jacques Pellegrin                 | francia zoológus, ichthiológus                                                   | 071 |                                                               |
| augusztus 10. | Fritz-Dietlof von der Schulenburg | német jogász, hivatalnok, a Hitler elleni összeesküvés résztvevője               | 041 | Archiválva 2004. december 20-i dátummal a Wayback Machine-ben |
| augusztus 10. | Berthold von Stauffenberg         | német jogász, a Hitler elleni összeesküvés résztvevője                           | 039 |                                                               |
| augusztus 9.  | Felix Nussbaum                    | német festő                                                                      | 039 |                                                               |
| augusztus 8.  | Aino Ackté                        | finn operaénekesnő                                                               | 088 |                                                               |
| augusztus 8.  | Robert Bernardis                  | német vezérkari tiszt, a Hitler elleni összeesküvés résztvevője                  | 036 |                                                               |
| augusztus 8.  | Hellmuth Stieff                   | német katonatiszt, tábornok , a Hitler elleni összeesküvés résztvevője           | 043 |                                                               |
| augusztus 8.  | Michael Wittmann                  | második világháborús német katona, páncélosparancsnok                            | 030 |                                                               |
| augusztus 8.  | Erwin von Witzleben               | német katonatiszt, tábornagy, a Hitler elleni összeesküvés résztvevője           | 062 |                                                               |
| augusztus 6.  | Antonin Perbosc                   | okcitán nyelvész, író                                                            | 082 |                                                               |
| augusztus 5.  | Jędrzej Moraczewski               | lengyel politikus, miniszterelnök                                                | 074 |                                                               |

## Július
| Dátum      | Név                          | Foglalkozás / tisztség                                                                   | Kor | Forrás |
| ---------- | ---------------------------- | ---------------------------------------------------------------------------------------- | --- | ------ |
| július 31. | Antoine de Saint-Exupéry     | francia író (A kis herceg), pilóta                                                       | 044 |        |
| július 30. | Nyikolaj Polikarpov          | szovjet–orosz repülőgép-tervező                                                          | 052 |        |
| július 28. | Werner Schrader              | német katonatiszt, a Hitler elleni összeesküvés résztvevője                              | 049 |        |
| július 27. | Perry McGillivray            | olimpiai bajnok (1920) amerikai úszó                                                     | 050 |        |
| július 27. | Ságvári Endre                | kommunista mozgalmi szervező, antifasiszta aktivista                                     | 030 |        |
| július 26. | Reza Pahlavi                 | iráni sah (1925–1941)                                                                    | 066 |        |
| július 25. | Jakob Johann von Uexküll     | balti német zoológus, filozófus                                                          | 079 |        |
| július 25. | Weiner László                | zongoraművész, zeneszerző, karmester                                                     | 028 |        |
| július 24. | Marin Molliard               | francia botanikus                                                                        | 078 |        |
| július 23. | Eduard Wagner                | német tüzértábornok, a haderő főszállásmestere, a Hitler elleni összeesküvés résztvevője | 050 |        |
| július 21. | Werner von Haeften           | német katona, főhadnagy, a Hitler elleni összeesküvés résztvevője                        | 035 |        |
| július 21. | Friedrich Olbricht           | német katonatiszt, tábornok, a Hitler elleni összeesküvés résztvevője                    | 055 |        |
| július 21. | Albrecht Mertz von Quirnheim | német katonatiszt, ezredes, a Hitler elleni összeesküvés résztvevője                     | 039 |        |
| július 21. | Claus von Stauffenberg       | német ezredes, vezérkari főnök, a Hitler elleni merényletkísérlet végrehajtója           | 036 |        |
| július 21. | Henning von Tresckow         | német katonatiszt, tábornok, a Hitler elleni összeesküvés résztvevője                    | 043 |        |
| július 20. | Ludwig Beck                  | német katonatiszt, tábornok, a Hitler elleni összeesküvés résztvevője                    | 064 |        |
| július 17. | William James Sidis          | amerikai csodagyerek, matematikus, nyelvész, antropológus                                | 046 |        |
| július 15. | Frans Oerder                 | holland-dél-afrikai festő, grafikus                                                      | 077 |        |
| július 15. | Salamon Henrik               | fogorvos, orvostörténész, lapszerkesztő                                                  | 079 |        |
| július 14. | Visvaldis Melderis           | Európa-bajnok (1935) lett kosárlabdázó                                                   | 029 |        |
| július 10. | Lucien Pissarro              | francia festő                                                                            | 081 |        |
| július 8.  | George B. Seitz              | amerikai filmrendező, forgatókönyvíró                                                    | 056 |        |
| július 8.  | Takagi Takeo                 | japán haditengerész                                                                      | 052 |        |
| július 8.  | Weisz Ferenc                 | válogatott labdarúgó, csatár, majd játékvezető és edző                                   | 059 |        |
| július 7.  | Erich Salomon                | német fotóriporter                                                                       | 058 |        |
| július 4.  | William Lutley Sclater       | brit zoológus, ornitológus, múzeumigazgató                                               | 080 |        |
| július 1.  | Carl Mayer                   | osztrák-német forgatókönyvíró (Dr. Caligari; Az utolsó ember)                            | 049 |        |

## Június
| Dátum      | Név                 | Foglalkozás / tisztség                                                         | Kor | Forrás |
| ---------- | ------------------- | ------------------------------------------------------------------------------ | --- | ------ |
| június 25. | Berinkey Dénes      | ügyvéd, jogász, polgári radikális politikus, miniszterelnök                    | 072 |        |
| június 23. | Arthur Segal        | román festő                                                                    | 068 |        |
| június 21. | Nello Troggi        | olasz kerékpárversenyző                                                        | 032 |        |
| június 21. | Turi Elemér         | színész, rendező, színházigazgató                                              | 070 |        |
| június 16. | Luis Llorens Torres | Puerto Rico-i költő, újságíró                                                  | 068 |        |
| június 16. | George Stinney      | amerikai fiú, a legfiatalabb személy akit villamosszékben kivégeztek           | 014 |        |
| június 14. | Fritz Witt          | német katonatiszt                                                              | 036 |        |
| június 12. | Wildner Ödön        | író, szociológus, műfordító, filozófus, közgazdász és székesfővárosi tanácsnok | 070 |        |
| június 10. | Wälder Gyula        | magyar építész, műegyetemi tanár, az MTA levelező tagja                        | 060 |        |
| június 10. | Christa Winsloe     | német író, drámaíró és szobrász                                                | 055 |        |
| június 5.  | Weinberger Dezső    | fogorvos, tornász olimpikon                                                    | 071 |        |
| június 5.  | Riccardo Zandonai   | olasz zeneszerző, karmester                                                    | 061 |        |
| június 3.  | Vadász Endre        | festőművész, grafikus                                                          | 043 |        |

## Május
| Dátum     | Név                   | Foglalkozás / tisztség                                                                           | Kor | Forrás                                                       |
| --------- | --------------------- | ------------------------------------------------------------------------------------------------ | --- | ------------------------------------------------------------ |
| május 30. | Jessie Ralph          | amerikai színésznő (A cingár férfi nyomában)                                                     | 079 |                                                              |
| május 28. | Mária Jozefa          | szász királyi hercegnő, osztrák főhercegné                                                       | 076 |                                                              |
| május 28. | Katri Vala            | finn költő, tanár                                                                                | 042 |                                                              |
| május 18. | Szabó Zoltán          | Corvin-koszorús botanikus, növénygenetikus, genetikus, a Magyar Tudományos Akadémia rendes tagja | 061 |                                                              |
| május 16. | Leone Sinigaglia      | olasz zeneszerző                                                                                 | 075 |                                                              |
| május 16. | Zsolnay Teréz         | iparművész, műgyőjtő, szakíró                                                                    | 089 |                                                              |
| május 14. | Eugen Steinach        | osztrák fiziológus, szexológus                                                                   | 083 |                                                              |
| május 11. | Max Uhle              | német régész, antropológus                                                                       | 088 |                                                              |
| május 8.  | Ethel Smyth           | angol zeneszerző, írónő, nőjogi aktivista                                                        | 086 | Archiválva 2022. december 1-i dátummal a Wayback Machine-ben |
| május 8.  | Tadeusz Zielinski     | lengyel klasszika-filológus, kultúrtörténész                                                     | 084 |                                                              |
| május 6.  | Paul Oskar Höcker     | német író                                                                                        | 078 |                                                              |
| május 5.  | Cesare Vivante        | olasz ügyvéd, szakíró                                                                            | 089 |                                                              |
| május 3.  | Margaret Eliza Maltby | amerikai fizikus                                                                                 | 083 |                                                              |

## Április
| Dátum       | Név                | Foglalkozás / tisztség                                      | Kor | Forrás |
| ----------- | ------------------ | ----------------------------------------------------------- | --- | ------ |
| április 26. | Szabó Aladár       | református lelkész, bölcseleti doktor                       | 083 |        |
| április 24. | Ulrich Abel        | német tengeralattjáró-tiszt                                 | 032 |        |
| április 22. | Joachim Zander     | német tengeralattjáró-kapitány                              | 027 |        |
| április 20. | Kazimierz Szosland | olimpiai ezüstérmes (1928) lengyel lovas                    | 053 |        |
| április 20. | Szüsz Hugó         | labdarúgóedző, játékvezető                                  | 051 |        |
| április 18. | Santho Miklós      | festőművész                                                 | 075 |        |
| április 15. | Nyikolaj Vatutyin  | szovjet katonatiszt, parancsnok, hadseregtábornok           | 043 |        |
| április 14. | Mary Adela Blagg   | brit csillagász, szelenográfus                              | 085 |        |
| április 6.  | Rose O'Neill       | amerikai képregényalkotó, illusztrátor, író                 | 069 |        |
| április 4.  | Alma Rosé          | osztrák hegedűművész                                        | 037 |        |
| április 3.  | Zilahy Irén        | színésznő, énekesnő                                         | 041 |        |
| április 2.  | Steiner Lajos      | geofizikus, a földmágnesség kutatója, az MTA levelező tagja | 072 |        |

## Március
| Dátum       | Név                          | Foglalkozás / tisztség               | Kor | Forrás                                                       |
| ----------- | ---------------------------- | ------------------------------------ | --- | ------------------------------------------------------------ |
| március 29. | Grace Chisholm Young         | angol matematikus                    | 076 |                                                              |
| március 26. | Wallace Worsley              | amerikai színész, filmrendező        | 065 |                                                              |
| március 22. | Temesváry Rezső              | szülész-nőgyógyász, az MTA tagja     | 079 |                                                              |
| március 17. | Charles Henry Tyler Townsend | amerikai entomológus                 | 080 | —                                                            |
| március 12. | August Liebmann Mayer        | német művészettörténész              | 058 |                                                              |
| március 10. | Francesco Salata             | olasz történész, szenátor, diplomata | 067 |                                                              |
| március 5.  | Constant Montald             | belga festő, szobrász                | 081 |                                                              |
| március 4.  | Louis Buchalter              | amerikai maffiózó                    | 047 |                                                              |
| március 2.  | Ida Maclean                  | angol biokémikus                     | 066 | Archiválva 2023. február 20-i dátummal a Wayback Machine-ben |
| március 1.  | Schadl János                 | festőművész, grafikus, zenetanár     | 051 |                                                              |
| március 1.  | Ukon Tokutaró                | japán labdarúgó                      | 028 |                                                              |

## Február
| Dátum       | Név                   | Foglalkozás / tisztség                                | Kor | Forrás                                                       |
| ----------- | --------------------- | ----------------------------------------------------- | --- | ------------------------------------------------------------ |
| február 29. | Pehr Evind Svinhufvud | finn politikus, miniszterelnök, köztársasági elnök    | 082 |                                                              |
| február 23. | Leo Hendrik Baekeland | belga származású amerikai kémikus, feltaláló          | 080 |                                                              |
| február 23. | Sovánka István        | szobrász, üvegművész                                  | 085 |                                                              |
| február 21. | Szisz Ferenc          | magyar származású francia gépészmérnök, autóversenyző | 070 |                                                              |
| február 16. | Gustav Stühmer        | német katona                                          | 029 | Archiválva 2023. február 18-i dátummal a Wayback Machine-ben |
| február 15. | Zalai Szalay László   | író, szerkesztő                                       | 064 |                                                              |
| február 10. | Kustaa Pihlajamäki    | olimpiai bajnok (1924 és 1936) finn birkózó           | 041 |                                                              |
| február 4.  | Szüle Péter           | festőművész                                           | 057 | [ 3 ]                                                        |
| február 3.  | František Pecháček    | világbajnok csehszlovák-cseh tornász                  | 047 |                                                              |
| február 1.  | Piet Mondrian         | holland absztrakt festő                               | 071 |                                                              |

## Január
| Dátum      | Név                | Foglalkozás / tisztség                                                                               | Kor | Forrás |
| ---------- | ------------------ | --- | --- | ------ |
| január 31. | Weisz Árpád        | labdarúgó, labdarúgóedző                                                                             | 047 | [ 4 ]  |
| január 25. | Frederick Van Nuys | amerikai politikus, Indiana állam szenátora                                                          | 069 |        |
| január 23. | Edvard Munch       | norvég expresszionista festő                                                                         | 080 |        |
| január 23. | Szebellédy László  | vegyész                                                                                              | 042 |        |
| január 21. | Alfred Schmalzer   | olimpiai ezüstérmes (1936) osztrák kézilabdázó                                                       | 031 |        |
| január 11. | Galeazzo Ciano     | olasz fasiszta politikus, külügyminiszter, Mussolini veje                                            | 040 |        |
| január 11. | Gero Zambuto       | olasz színész, rendező                                                                               | 056 |        |
| január 9.  | Antanas Smetona    | litván politikus, államfő                                                                            | 069 |        |
| január 8.  | Carl Christian Mez | német botanikus                                                                                      | 077 |        |
| január 6.  | Ida Tarbell        | amerikai író, újságíró                                                                               | 086 |        |
| január 6.  | Zichy János        | jogász, császári és királyi kamarás, valóságos belső titkos tanácsos, nagybirtokos, kultuszminiszter | 075 |        |
| január 5.  | Theodor Abbetmeyer | német tanár, iskolaigazgató, író, nemzetiszocialista újságíró                                        | 074 |        |
| január 4.  | Kaj Munk           | dán drámaíró                                                                                         | 045 |        |